# Codex Eyckensis
El Codex Eyckensis del siglo VIII es un evangeliario que se compone de dos manuscritos unidos en un rollo, se cree que desde el siglo XII hasta 1988. El Codex Eyckensis es el libro más antiguo de Bélgica. Desde el siglo VIII se ha conservado en lo que es hoy el municipio de Maaseik, sin abandonar nunca este emplazamiento. El libro se elaboró probablemente en el scriptorium de la abadía de Echternach.

## Descripciones del manuscrito A y el manuscrito B

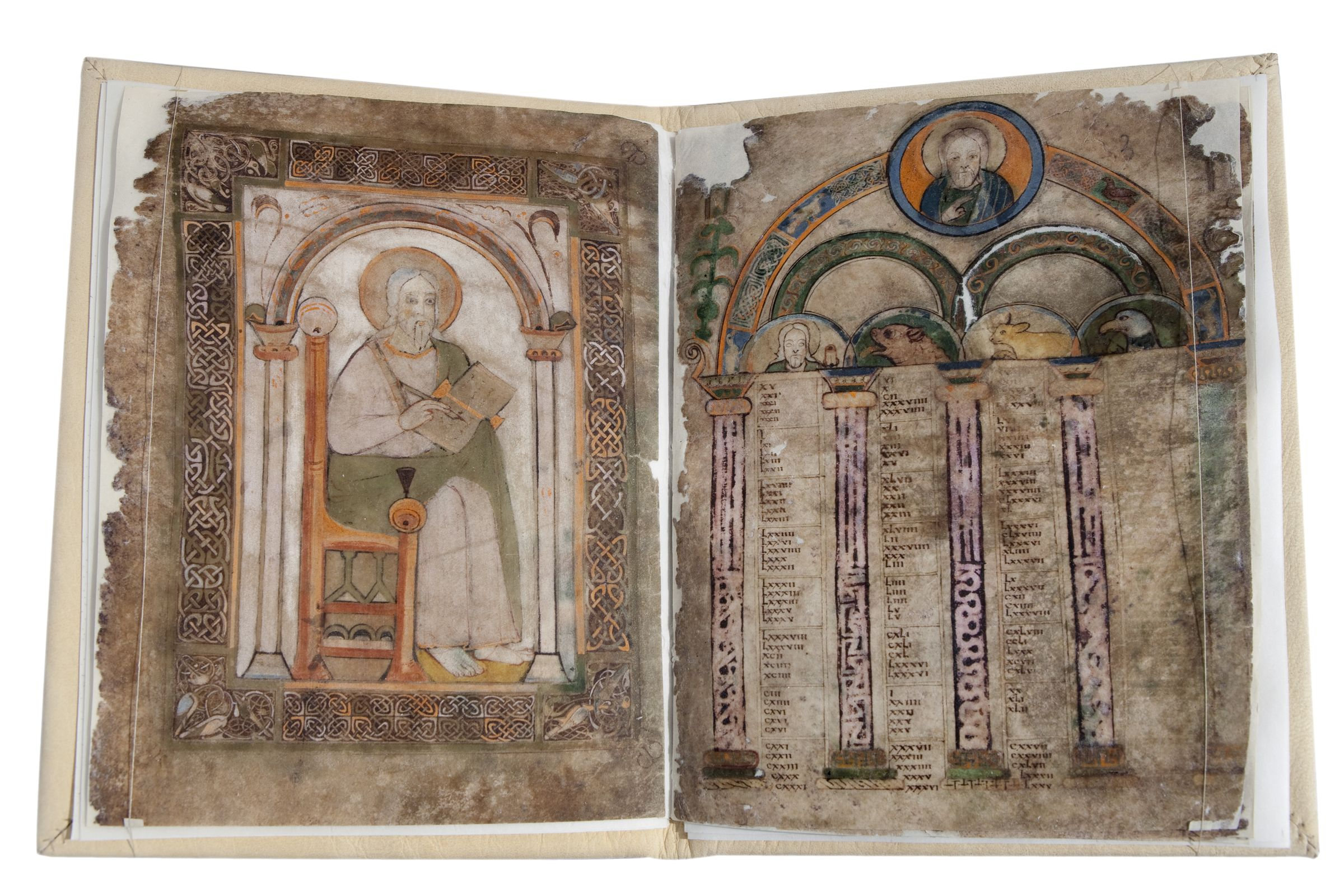
El Codex Eyckensis, Retrato de un evangelista (San Mateo ?) y tablas de canon, Códice A

El Codex Eyckensis se compone de dos evangeliarios en 133 hojas de pergamino, de 244 por 183 mm cada una.
El primer manuscrito (Códice A) está incompleto. Se compone de cinco hojas, la primera iluminada con el retrato de un evangelista a página completa (probablemente una representación de San Mateo), a la que sigue un juego incompleto de ocho tablas de cánones. El retrato del evangelista está realizado en estilo italo-bizantino, claramente vinculado con el Evangelio Barberini que actualmente se conserva en la Biblioteca Vaticana (Barberini Lat. 570). El retrato queda enmarcado por un entrelazado anglosajón, similar a los elementos ornamentales de los Evangelios de Lindisfarne.
Las tablas de canon hacen referencia a los pasajes correspondientes del tetraevangelario. Así, las tablas de canon sirven como sumario e índice, para facilitar las búsquedas en el texto. Las tablas de canon del manuscrito A están decoradas con columnas y arcadas, los símbolos de los cuatro evangelistas y retratos de santos.
El segundo manuscrito (Códice B) contiene un juego completo de tablas de canon y los textos de los cuatro evangelios. Las tablas de canon aparecen ornadas con columnas y arcadas, representaciones de los apóstoles y los símbolos del tetramorfos. Los textos del evangelio están escritos en una forma redondeada de minúscula insular [enlaces a arte/escritura insular], característica de los manuscritos británicos e irlandeses de los siglos VII y VIII, aunque también utilizada en la Europa continental. La mayúscula inicial de cada párrafo está delineada con puntos rojos y amarillos. El texto lo copió un solo escriba.
El texto del evangelio es una versión de la Vulgata, casi todo correspondiente a la traducción de San Jerónimo (Jerónimo de Estridón, 347-420), con una serie de adiciones y transposiciones. Se pueden encontrar versiones comparables de los textos evangélicos en el Libro de Kells (Dublín, Trinity College, ms 58), el Libro de Armagh (Dublín, Trinity College, ms 52) y el Evangeliario de Echternach (París, Bnf, ms Lat.9389).

## Historia (de los orígenes alsigloXX)

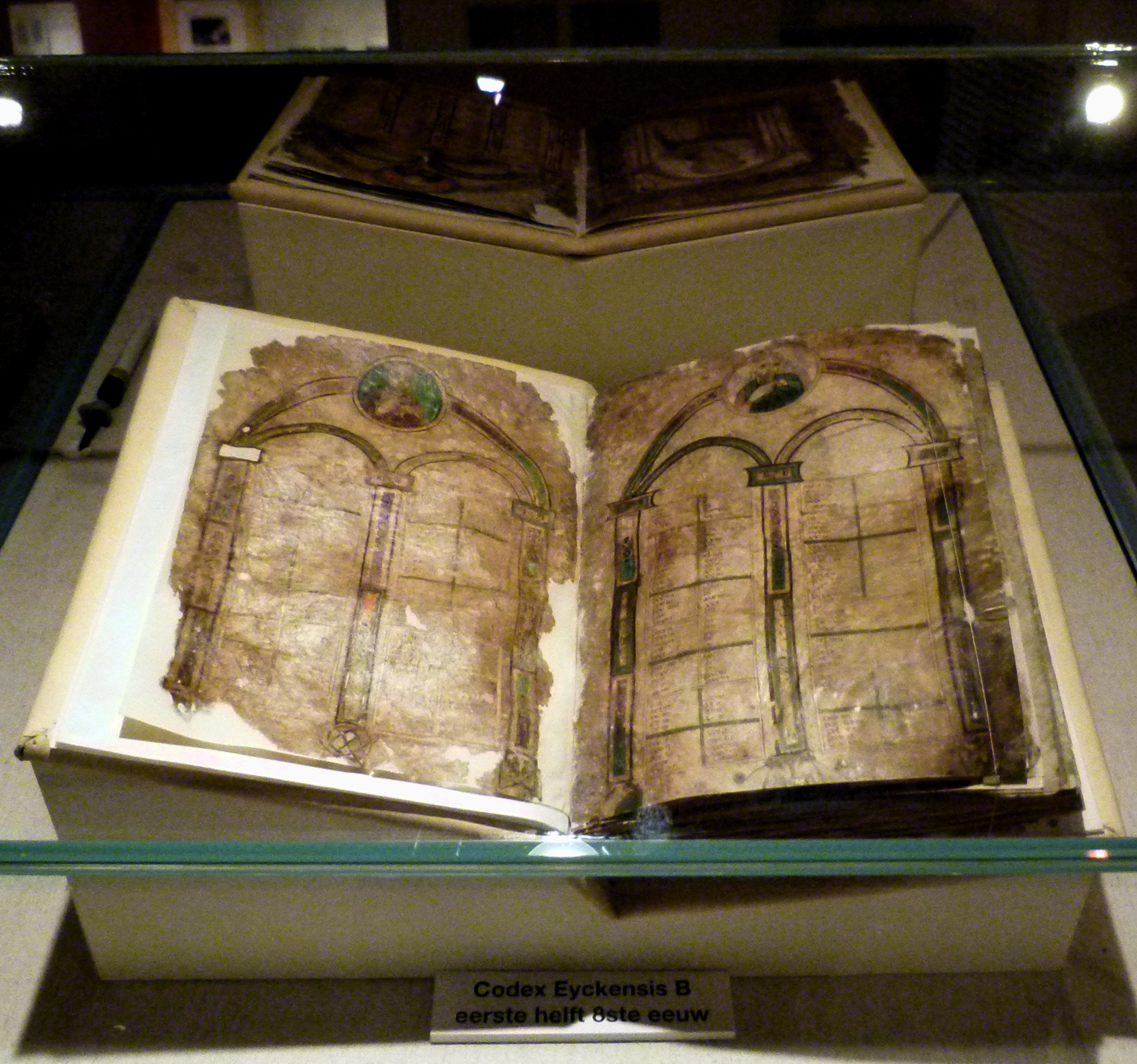
El Codex Eyckensis expuesto en la Iglesia de Santa Catalina en Maaseik.

El Codex data del siglo VIII y se conservó primero en la antigua abadía benedictina de Aldeneik, que se consagró en 728. El noble merovingio Adelardo, señor de Denain, y su esposa Grinuara fundaron esta abadía para sus hijas Harlindis y Relindis, utilizando «una madera pequeña e inútil» que hay junto al río Mosa. El convento recibió el nombre de Eyke («roble») por los robles que allí crecían. Después, al ir adquiriendo el pueblo vecino de Nieuw-Eyke («nuevo roble», Maaseik en la actualidad) mayor tamaño e importancia, el nombre del pueblo original pasó a ser Aldeneik («viejo roble»). Willibrord de Utrecht consagró a Harlindis como primera abadesa de esta comunidad religiosa. A su fallecimiento, San Bonifacio consagró a su hermana, Relindis, como sucesora.
El Codex Eyckensis se usó en el convento para el estudio y también para promulgar las enseñanzas de Cristo. Probablemente fue Willibrord de Utrecht quien trajo de la abadía de Echternach a Aldeneik los dos evangeliarios que ahora conforman el Codex Eyckensis.
Los dos manuscritos se encuadernaron en uno, muy probablemente en el transcurso del siglo XII.
En 1571, la abadía de Aldeneik quedó abandonada. Desde mediados del siglo X, las monjas benedictinas fueron sustituidas por un cabildo de canónigos. Con la creciente amenaza de la guerra religiosa, los canónigos se refugiaron en la ciudad amurallada de Maaseik. Estos trajeron los tesoros eclesiásticos de Aldeneik (incluyendo el Codex Eyckensis) a la Iglesia de Santa Catalina de Maaseik.

## Autoría

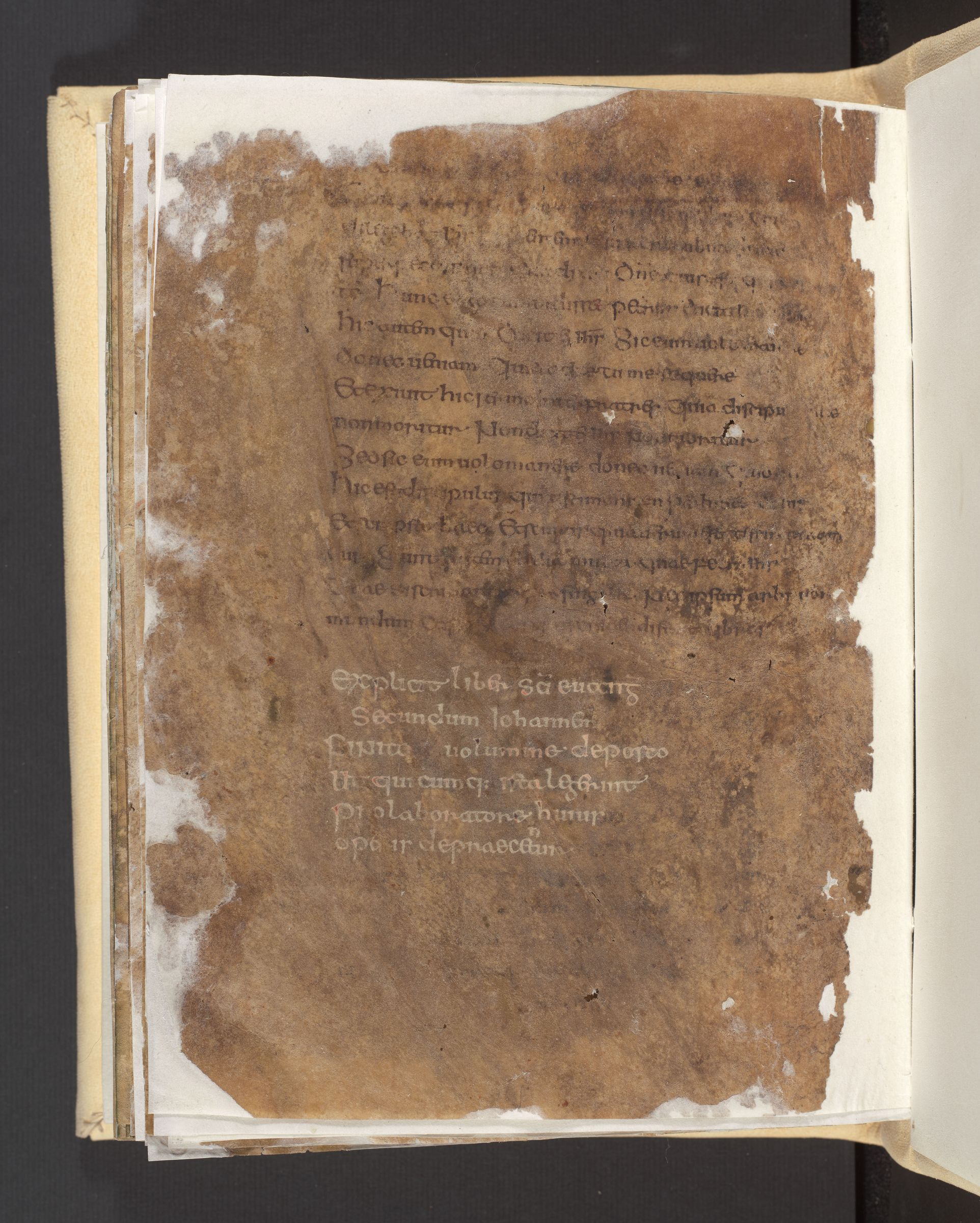
El Codex Eyckensis, folio de texto, Códice B.

Durante siglos, se convenció a la gente de que el Codex Eyckensis había sido escrito por Harlindis y Relindis, las primeras abadesas de la abadía de Aldeneik, posteriormente canonizadas. Su hagiografía la escribió, durante el siglo IX, un clérigo local. Este texto menciona que Harlindis y Relindis también habían escrito un evangeliario. Durante el siglo IX, el culto a las reliquias de las santas hermanas fue cobrando más importancia, y este incluía la veneración del Codex Eyckensis, que inspiró profunda devoción por haber salido de las manos de Harlindis y Relindis.
Sin embargo, las líneas finales del segundo manuscrito lo refutan explícitamente: Finito volumine deposco ut quicumque ista legerint pro laboratore huius operis depraecentur (A la finalización de este volumen, ruego a todos los que lo lean una oración por el trabajador que elaboró este manuscrito). El masculino de laborator («trabajador») indica claramente que el autor del manuscrito fue un hombre.
Un análisis comparativo realizado en 1994 por Albert Derolez (Universidad de Gante) y Nancy Netzer (Boston College) ha revelado que tanto el manuscrito A como el manuscrito B datan del mismo periodo, y es muy posible que ambos se crearan en el scriptorium de la abadía de Echternach y que los elaborase el mismo escriba.

## Intento de conservación y restauración de 1957
En 1957 Karl Sievers, un restaurador de Düsseldorf, realizó un intento de conservar y restaurar el Codex Eyckensis. Retiró y destruyó la encuadernación en terciopelo rojo del siglo XVIII, y luego procedió al laminado de todos los folios del manuscrito con Mipofolie. Mipofolie es una lámina de policloruro de vinilo (PVC), con un plastificado externo de ftalato de bis(2-etilhexilo) (DEHP). Con el paso del tiempo, esta lámina generó ácido clorhídrico, que atacó el pergamino y amarilleó la lámina propiamente dicha. La transparencia y el color del pergamino quedaron afectados, y los polímeros presentes en la lámina terminaron por traspasarse al pergamino y volverlo quebradizo. Después de la laminación, Sievers volvió a encuadernar el códice. Para poder hacerlo, cortó los bordes de las hojas, con lo que se perdieron fragmentos de las ilustraciones.

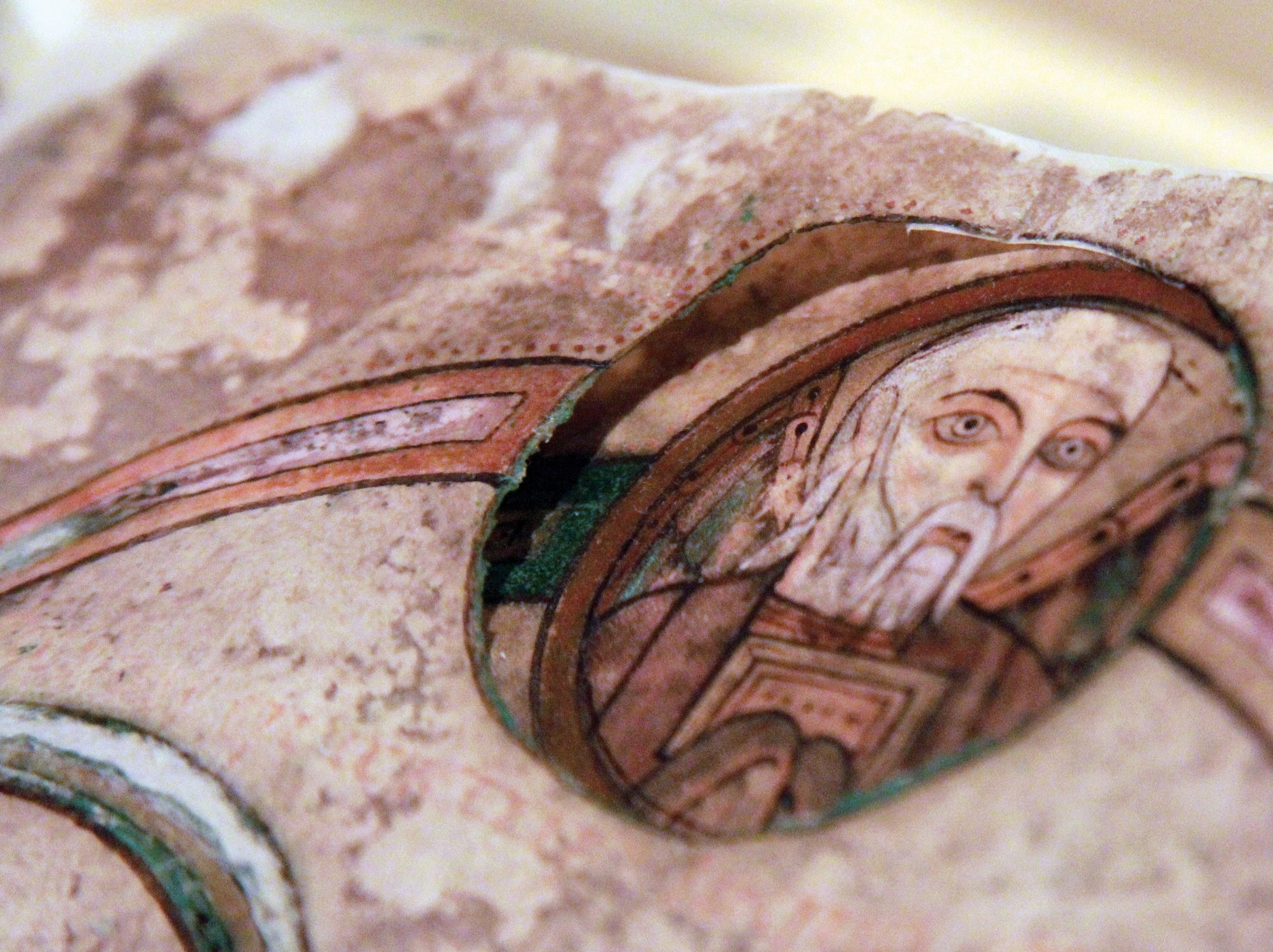
El Codex Eyckensis, detalle de Códice B.

En un intento exhaustivo de restauración realizado entre 1987 y 1993, un equipo del Instituto Real del Patrimonio Artístico de Bélgica, dirigido por el químico Dr. Jan Wouters, retiró meticulosamente la laminación de Mipofolie. Para la restauración de las páginas tras la eliminación del laminado, se desarrolló una técnica innovadora de restauración del pergamino denominada leafcasting. Para completar la restauración, los dos manuscritos que integraban el Codex se encuadernaron por separado.

## Documentación y digitalización
La documentación fotográfica más antigua del Codex Eyckensis data aproximadamente de 1916 (Fototeca de Marburgo). Con ocasión de la restauración, el manuscrito se fotografió en el Instituto Real del Patrimonio Artístico (KIK–IRPA) de Bélgica. Se publicó un facsímil en 1994.
En 2015, se llevó a cargo la digitalización del Codex Eyckensis in situ, en la Iglesia de Santa Catalina, realizada por el Laboratorio de imagen e Illuminare – Centro para el estudio del Arte Medieval | KU Leuven. La dirección de este proyecto corrió a cargo de la Prof.ª Lieve Watteeuw. Las imágenes de alta resolución están disponibles en línea en cooperación con LIBIS (KU Leuven).
El Codex Eyckensis se reconoció y protegió como patrimonio cultural inamovible en 1986. En 2003, el Codex Eyckensis quedó reconocido como obra maestra del arte flamenco Archivado el 5 de febrero de 2017 en Wayback Machine..

## Estudios recientes
A lo largo de 2016-2017, un equipo de investigadores de Illuminare – Centro para el estudio del Arte Medieval | KU Leuven (Prof.ª Lieve Watteeuw) y el Instituto Real del Patrimonio Artístico de Bélgica (Dra. Marina Van Bos) realizará nuevos estudios del Codex Eyckensis.
Puede encontrarse más información en la página web del museo de Maaseik, en la página web del Laboratorio del patrimonio bibliográfico-KU Leuven y en la página web del Instituto Real del Patrimonio Artístico (KIK–IRPA) de Bélgica.